# Randia ulei
Randia ulei är en måreväxtart som beskrevs av Ined.. Randia ulei ingår i släktet Randia och familjen måreväxter. Inga underarter finns listade i Catalogue of Life.